# Ramajana

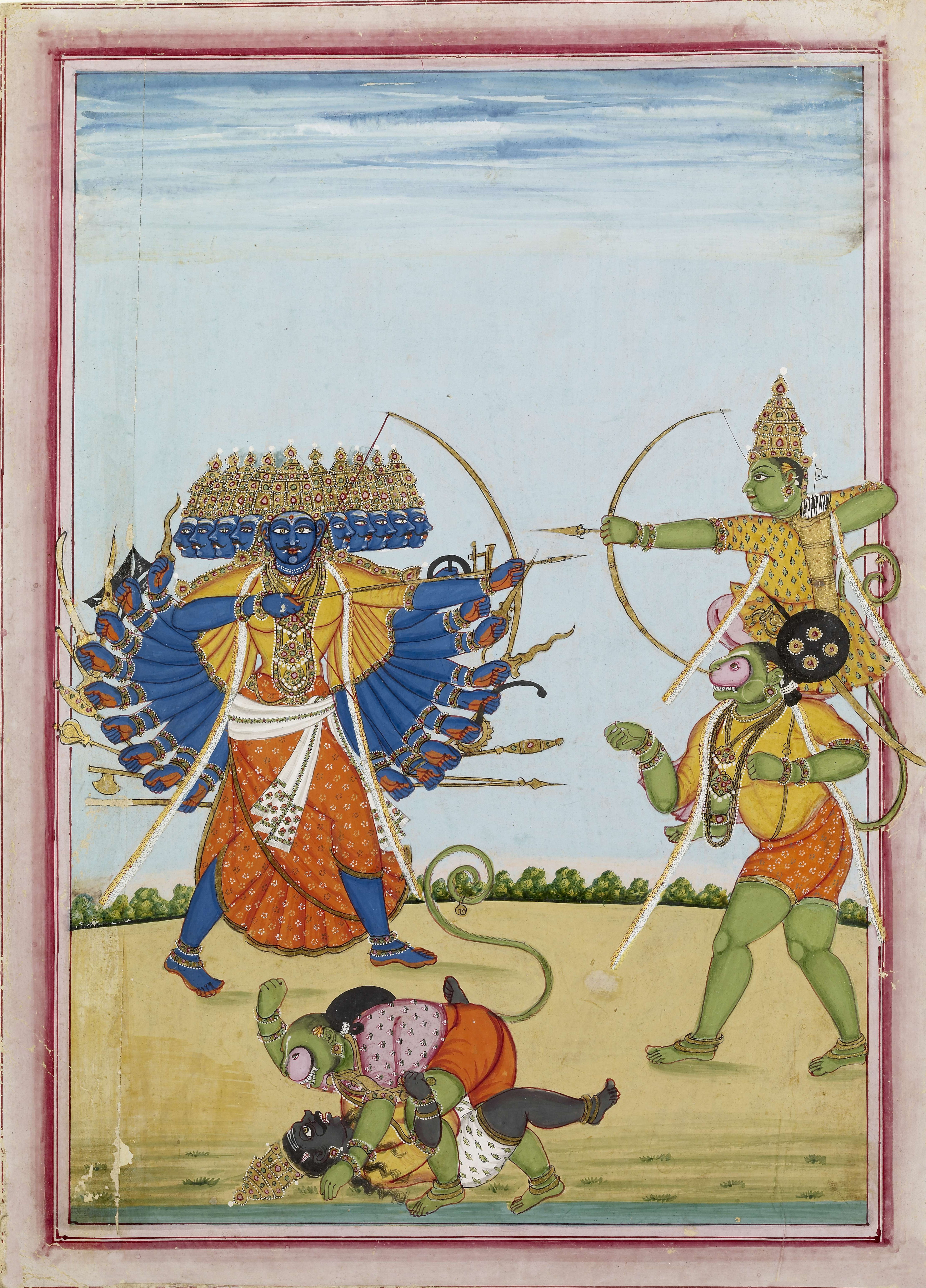
Rama i Hanuman walczą z Rawaną

Ramajana (sanskryt: रामायण, trl. rāmāyana, Dzieje Ramy) – epos sanskrycki, który kształtował się na przestrzeni II wiek p.n.e. – II wiek n.e. Składa się z ok. 24 tysięcy strof (dwuwierszy), pogrupowanych w 7 ksiąg (kanda). Autorstwo Ramajany przypisuje się legendarnemu wieszczowi, Walmikiemu (lecz Ramajana powstała dzięki wysiłkowi wielu kompilatorów). Większość strof napisano w metrum anusztubh (tzw. śloka).
Ramajana przedstawia dzieje Ramy (siódme wcielenie boga Wisznu), jego brata Lakszmany, żony Ramy Sity (porwana przez demona Rawanę na wyspę Lankę) oraz ich wiernego towarzysza Hanumana.
Na jej podstawie poeta Tulsidas w 1574 r. ułożył poemat Ramćaritmanas (w awadhi, dialekcie literackim języka hindi).
Popularność eposu rozciągnęła się nie tylko na cały subkontynent indyjski, ale i na Azję Południowo-Wschodnią, co zaowocowało wieloma wersjami i adaptacjami w innych językach, np. Hikayat Seri Rama (Powieść o Seri Ramie) w języku malajskim.

## InneRamajany
Oprócz Ramajany Walmikiego (znanej po prostu jako Ramajana) powstały także inne Ramajany opisujące życie Ramy, jednak skupiające się na innych aspektach jego życia. Należy do nich:
- Śriramćaritmanasa (dewanagari: श्रीरामचरितमानस, trl. ŚrīRāmacaritamānasa) Tulsidasa – opisuje przemianę Sity w boginię Kali, jej zwycięstwo nad Rawaną, tryumfalny taniec w bojowym szale, zatrzymanej dopiero nastąpieniem Kali na cało leżącego Śiwy[1]

- Adbhuta Ramajana – przedstawia Bhadrakali jako formę, którą przybrała bogini Sita, aby zabić Rawanę.

Na podstawie tekstu sanskryckiego powstały wersje narodowe eposu:
- Ramakavaca – balijska
- Reamker – khmerska
- Phra Lak Phra Ram – laotańska
- Hikayat Seri Rama – malajska
- Kakawin Ramayana – starojawajska
- Ramakien – tajska

## Polskie przekłady
Ramajana nie została dotąd w całości przełożona na język polski. Ukazały się jedynie streszczenia treści eposu oraz tłumaczenia drobnych fragmentów.
- Ramajana. Antoni Lange, Księgarnia Feliksa Westa, Brody 1909 (wznowienie: Wydawnictwo Armoryka, Sandomierz 2006, ISBN 978-83-60276-57-0)
- Ramajana. Opowieść o księciu Ramie. Tłum. z j.angielskiego J. Sławski, G.Biały, Wydawnictwo Bhakti Vikasa Svami 2005, ISBN 81-902332-9-7.
- Światło słowem zwane. Wypisy z literatury staroindyjskiej, pod red. Marka Mejora, Wydawnictwo DIALOG, Warszawa 2007, ISBN 978-83-89899-86-6.
- Adaptacja Elżbiety Walterowej: Ramajana. Warszawa: Wydawnictwo ALFA, 1993. ISBN 83-7001-649-9.
- Adaptacja Janusza Krzyżowskiego: Ramajana. Warszawa: Indo-Polish Cultural Committee, 2012. https://web.archive.org/web/20180410072023/http://www.orient.jkrzyzowski.pl/index_files/Ramajana.pdf